# California Victory
California Victory war ein Fußball-Franchise aus San Francisco (USA). Das Franchise wurde 2006 gegründet und spielte 2007 seine erste und einzige Saison in der USL First Division, der zweithöchsten Spielklasse im nordamerikanischen Fußball.

## Geschichte
Am 12. Oktober 2006 verkündete USL-Präsident Francisco Marcos, dass Dmity Piterman, Präsident des spanischen Vereins Deportivo Alavés die Rechte an einem neuen Franchise erworben hat. Damit wurde California Victory der erste USL1-Team, das sich im Besitz eines Europäers befand. Darüber hinaus war das Franchise das erste in der USL aus Kalifornien, seit dem Ende von San Diego Flash 2001.
Seine Heimspiele trug California Victory im Kezar Stadium aus. In diesem Stadion haben bereits die American-Football-Teams Oakland Raiders und San Francisco 49ers gespielt. Erster Trainer war Glenn van Straatum aus Surinam.
Der Name „Victory“ (engl.: „Sieg“) kommt von der spanischen Stadt Vitoria-Gasteiz, der Heimatstadt von Deportivo Alaves.
Im September 2007 erklärte Deportivo seinen Rückzug. Seitdem nimmt California Victory nicht mehr am Spielbetrieb teil.

## Historie
| Jahr | Liga               | Regular Season | Playoffs           | Open Cup |
| ---- | ------------------ | -------------- | ------------------ | -------- |
| 2007 | USL First Division | 12. Platz      | nicht qualifiziert | 3. Runde |